# Bitva u řeky Tollense
Bitva u řeky Tollense byl velký válečný střet, k němuž došlo v době bronzové ve 13. století před naším letopočtem v údolí Tollense v dnešním Německu (Meklenbursko-Přední Pomořansko). O bitvě neexistují žádné písemné záznamy, veškeré znalosti o ní pocházejí pouze z archeologických pramenů získaných na bojišti. Na základě výzkumů provedených koncem 20. století a v prvních dvou desetiletích 21. století vědci odhadují, že se jí mohlo zúčastnit až 5 000 lidí, z nichž okolo tisíce zemřelo. Existuje řada důkazů poukazujících na nemístní původ velké části bojovníků (někteří nejspíše pocházeli z oblasti Moravy). Rozsah bitvy a její předpokládaná brutalita vědce překvapila a vnesla nové světlo na společnost v době bronzové. Existuje několik hypotéz, k čemu tenkrát došlo. Názor, že se jedná o hromadné obětiště či pohřebiště, má množství trhlin a není příliš pravděpodobný. Událost se tak obvykle interpretuje jako bitva dvou (zřejmě odlišně vybavených) znepřátelených vojsk, neboť naprostou většinu nalezených těl tvoří muži ve věku 20 až 40 let. Nicméně objevila se i teorie, že šlo o masivní loupežný přepad velké karavany obchodníků.

## Objev a výzkum

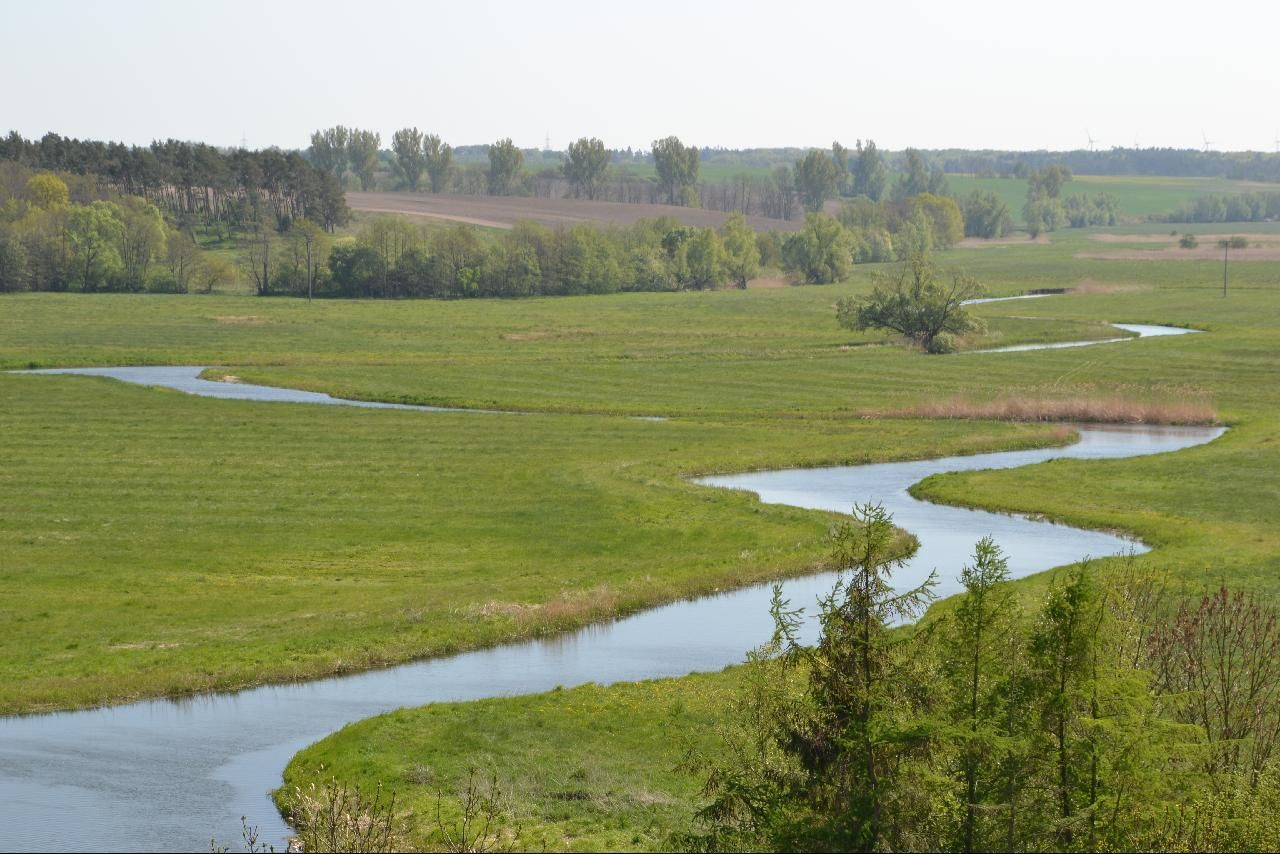
Pohled na řeku Tollense

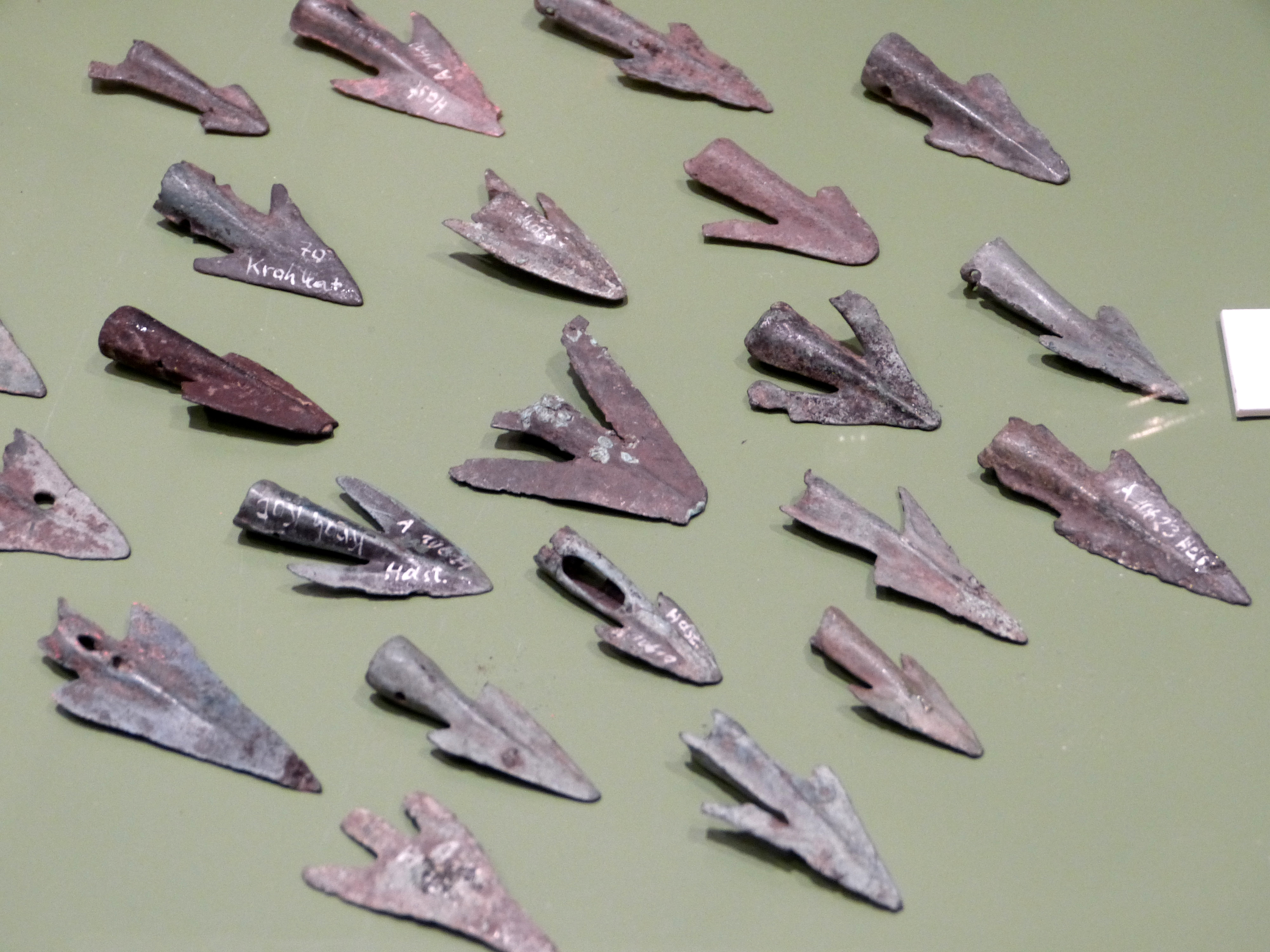
Různé typy bronzových hrotů šípů (zde z rakouského naleziště). Podobné byly nalezeny v Tollense.

V létě roku 1996 objevil amatérský archeolog Ronald Borwardt v břehu řeky Tollense (Meklenbursko-Přední Pomořansko) pažní kost, do níž byl zapíchnut pazourkový hrot šípu. K nálezům kostí a jiných předmětů v údolí této řeky docházelo už dříve, ale až tento objev odstartoval archeologický výzkum lokality. Ten začal v roce 1996 a následně probíhal v několika fázích. Lokality se nazývaly Weltzin (podle názvu místní části obce Burow) a dostávaly svá čísla (Weltzin 13, Weltzin 20, Weltzin 28, Weltzin 32). Od roku 2007 bylo místo systematicky prozkoumáváno několika německými vědeckými a kulturními institucemi. Průzkumu se zúčastnili i potápěči. K roku 2024 se našlo celkem asi 12 500 kostí v pásu údolí dlouhém přibližně 3 kilometry. Kosti nebyly jen lidské, ale i koňské. Ty lidské se zatím podařilo ztotožnit s více než 150 rozdílnými osobami. Největší koncentrace kostí byla na asi 12 m2 velké lokalitě, jež vznikla zřejmě naplavením mrtvých do říčního meandru. Zde se našlo téměř 1500 kostí a dvacet lebek. Mnohé kosti a lebky nesly stopy nezhojených nebo smrtelných zranění, avšak asi 27 % vykazovalo zranění zhojená, včetně fraktur lebek. Objeveny byly i různé zbraně či jejich části. Šlo především o hroty šípů, jak pazourkové, tak bronzové, dále se našly dřevěné válečné palice různých tvarů a fragmenty či celé kusy bronzových zbraní. Archeologové nalezli i šperky a jiné předměty. Byly objeveny zbytky dřevěného mostu či náspu, jehož stáří bylo stanoveno na začátek 2. tisíciletí před naším letopočtem.

## Historický kontext
Společnost v Evropě v době bronzové prošla ve druhém tisíciletí před naším letopočtem zásadní proměnou. Došlo k výraznému vzrůstu počtu obyvatel. Během let 2000 až 1500 př. n. l. se populace zdvojnásobila a dosáhla přibližně 13 až 14 milionů, což bylo téměř tolik jako na Blízkém východě, kde ovšem už existovala města. Hustota osídlení byla relativně velká, větší část vhodné půdy byla obdělávána, případně využívána jako pastviny. Společnost se stala komplexnější a rozvrstvenější. Rozšířil se organizovaný dálkový obchod. Komunity se staly závislými na přísunu rozličného zboží, především bronzu. Uzavíraly se spojenecké aliance, případně docházelo k soupeření. Některé aliance mohly být uzavírány na značnou vzdálenost, existují například důkazy pro spojenectví mezi osadami v dnešním jižním Německu a v Jutsku. Komunity byly dost často velmi dobře vyzbrojené. V nalezištích v Dánsku se našlo 20 000 bronzových mečů v pohřebních výbavách spadajících do období 1500 až 1100 př. n. l. Počty oštěpů byly ještě vyšší. Poprvé v evropských dějinách se objevila kasta (polo)profesionálních válečníků. Tito bojovníci museli být dobře trénovaní, zjevně mezi nimi docházelo i k jakýmsi sportovním kláním. Byli využívání jako obránci osad, jako doprovod obchodníků a jako úderná síla na loupeživé výpravy, kupříkladu za dobytkem. Někteří si dozajista vydobyli uznání a slávu a mohli se stát místními náčelníky. Zřejmě dokázali spolu se spojeneckými válečníky vytvořit v případě potřeby masivní údernou sílu použitelnou i ve vzdálených oblastech.

## Interpretace

### Obětiště, pohřebiště
Z Evropy doby bronzové (případně doby železné) existují nálezy obětišť či hromadných pohřebišť, kde se našli i rituálně usmrcení jedinci a větší či menší množství milodarů. Jedna z prvních hypotéz proto zvažovala možnost rituálního obětování či pohřebiště pro větší množství osob. Nicméně proti tomu hovoří několik věcí. Mezi nálezy chybějí zbraně typické pro pohřební výbavu té doby, tedy především meče, ale i oštěpy. Datace nalezených kostí a předmětů je navíc časově relativně omezená, což svědčí pro jednu hromadnou náhlou událost, nikoliv pro dlouhodobé využívání zavedeného pohřebiště či obětiště. Proti hovoří i značná vzdálenost a množství míst, na níž jsou kosti a předměty rozmístěny. Byly tu i ostatky lidí, kteří sem došli z větší vzdálenosti. Kostní úpony, stáří i zhojená zranění ukazuji na profesionální bojovníky. Přes výše řečené nelze možnost rituálního obětování nebo pohřbu úplně vyloučit. Na podporu této hypotézy lze uvést nález v dánském Alken Enge (Illerup Ådal), kdy byly objeveny pozůstatky asi 200 bojovníků z doby železné, obětovaných či přesněji řečeno rituálně pohřbených po bitvě.

### Bitva
Nejpřesvědčivější a nejčastěji prosazovaná hypotéza tvrdí, že u řeky došlo k velké bitvě, jíž se zúčastnily tisíce válečníků (nejnovější odhady hovoří o 4000 až 5000). Nálezy potvrzený rozsah boje vědce překvapil. Až do 90. let 20. století se spíše předpokládalo, že společnost doby bronzové byla relativně mírumilovná a mnohé nálezy zbraní v hrobech byly považovány za rituální předměty, nikoliv za skutečnou válečnickou výzbroj. Bojové střety se podle těchto názorů omezovaly na nájezdy menších skupin bojovníků a občasné loupežné přepady. V takovém případě se střetu účastnilo několik desítek mužů. Hypotézu velkého válečného konfliktu podporuje to, že naprostá většina kostí patří mužům ve věku asi 20 až 30 let, že mnohé kosti mají zahojená stará zranění, což ukazuje, že jejich nositelé se již předtím účastnili nějakých bojů a šlo o zkušené válečníky. Žádná z nalezených zranění nejeví známky počínajícího hojení, z čehož vyplývá, že střetnutí muselo být krátké a mimořádně krvavé.
Proč ke střetu došlo? Veškeré hypotézy se pohybují v rovině spekulací, schází jakýkoliv náznak objasnění v podobě písemných pramenů. Ve 13. století před naším letopočtem byla oblast Středomoří ve velkém pohybu a ruchu plném bojů, rozvratů a kolapsů civilizací a severní Evropa zřejmě v tomto nezůstávala pozadu. Roli velmi pravděpodobně sehrál most či jakási hráz, případně val s cestou, jež přes řeku vedl a jehož původ byl výrazně starší než bitva. Zjevně šlo o důležitý komunikační uzel, nejspíše na význačné obchodní trase. Na základě analýzy zubů se zjistilo, že bitvy se zúčastnili bojovníci z různých částí Evropy, místních byla jen část. Někteří pocházeli i z oblasti Moravy. Možná šlo o jakési žoldnéře či profesionální válečníky, kteří se nechávali najímat do bitev. Po bitvě vítězové poražené obrali o zbraně a cennosti a část mrtvých naházeli do řeky, na jejímž dně a v meandrech se nahromadili a byli zaplaveni bahnem.

### Loupežný přepad
Nejnovější hypotéza pracuje s variantou přepadu a následného povraždění velké kupecké karavany. Identita útočníků není známá, ale předpokládá se loupežný motiv přepadu. Zkoumání pozůstatků totiž kromě zranění ukázala, že část mrtvých měla takové deformace na kostře, jež odpovídají dlouhodobému nošení velkých nákladů. Šlo tedy s velkou pravděpodobností o obchodníky či jejich nosiče (otroky). Tato teorie vysvětluje, proč někteří z mrtvých byly i ženy a děti. Pokud by se jednalo o klasickou bitvu, mrtví by byli jen muži. Obchodníci mohli zčásti pocházet z jižní Evropy. Odtud zřejmě přiváželi kovy, skleněné korále, hedvábné závoje a další luxusní zboží, jež pocházelo ze Středomoří a z Blízkého východu. To směňovali za jantar a jiné zboží či suroviny.